# Obéilar
Obéilar ist eine Ortschaft in der Provinz Granada und gehört zur Gemeinde Íllora. Sie liegt am Rande der Vega von Granada etwa 5 km südöstlich von Íllora und 24 km westlich von Granada. Derzeit hat der Ort etwa 500 Einwohner.

## Geschichte
Die Gründung des Ortes geht auf die Zeit der arabischen Herrschaft zurück. Damals wurde der kleine Ort von einer Burg beschützt, die heute völlig verschwunden ist. Im Laufe der Reconquista, der christlichen Rückeroberung islamischer Gebiete, wurde der Ort im Jahre 1431 dem Erdboden gleichgemacht, später jedoch erneut besiedelt. Erst 1486 kam der Ort gemeinsam mit dem Nachbarort Íllora endgültig unter christliche Herrschaft.

## Kultur
Die Feiern zu Ehren der Patronin des Ortes, der Virgen del Carmen, finden alljährlich im Juli statt.

## Etymologie
Woher der Name "Obéilar" stammt ist unklar. Es wird jedoch angenommen, dass er von dem arabischen "Ubaila" herrührt, das "Kleines Kamel" bedeutet.
Später wird der Ort als "Barriada de Íllora" und in neuerer Zeit als "Estación de Íllora" in Landkarten und Schriftstücken erwähnt. Im Volksmund wird der Ort auch heute noch oft nur als "La Estación" (d. h. "die Haltestelle" bzw. "der Bahnhof") bezeichnet, da die mittlerweile stillgelegte Bahnlinie von Granada nach Loja hier vorbeiführte und sich der Bahnhof für die Ortschaften Láchar und Íllora hier befand.